# Barre de curling

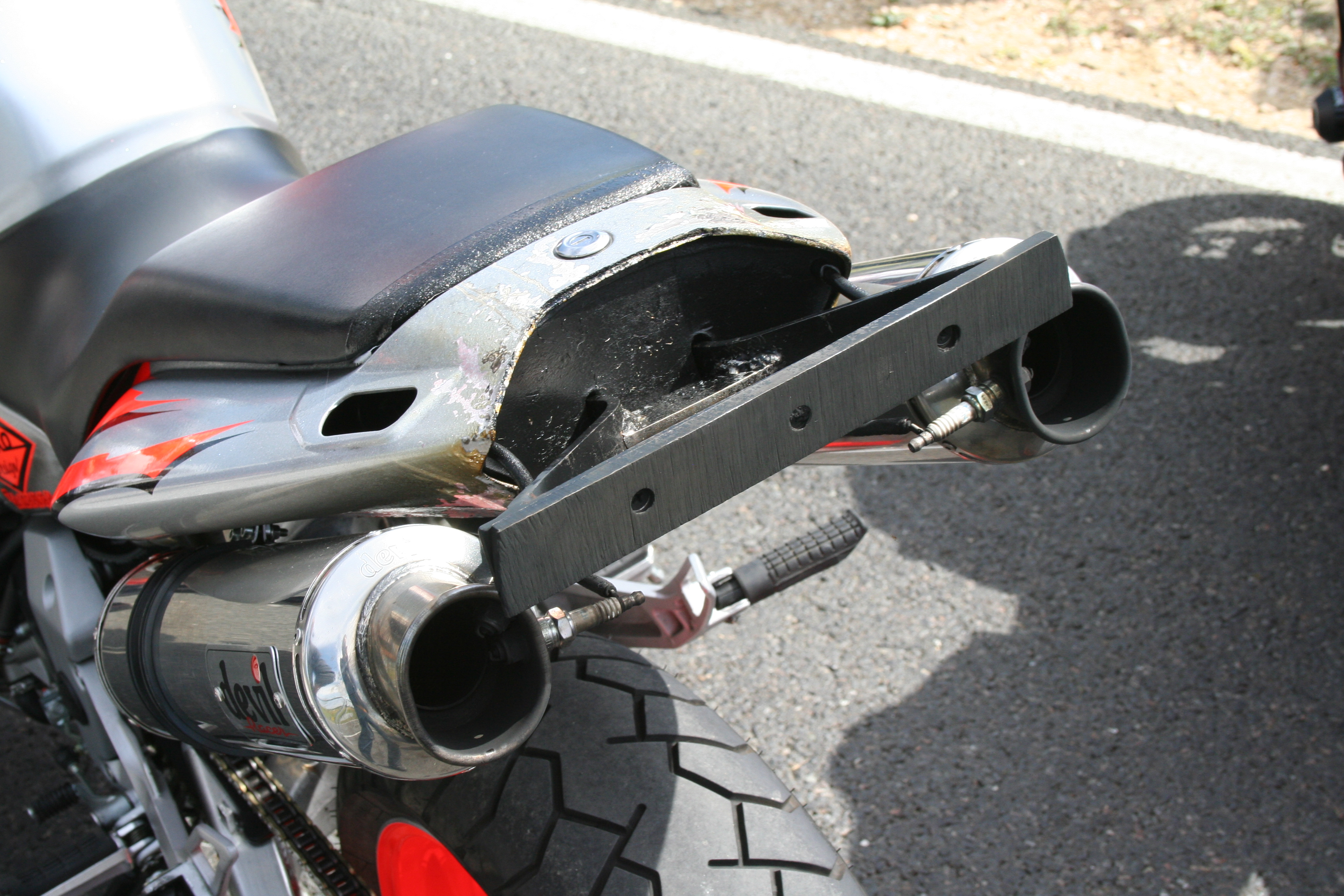

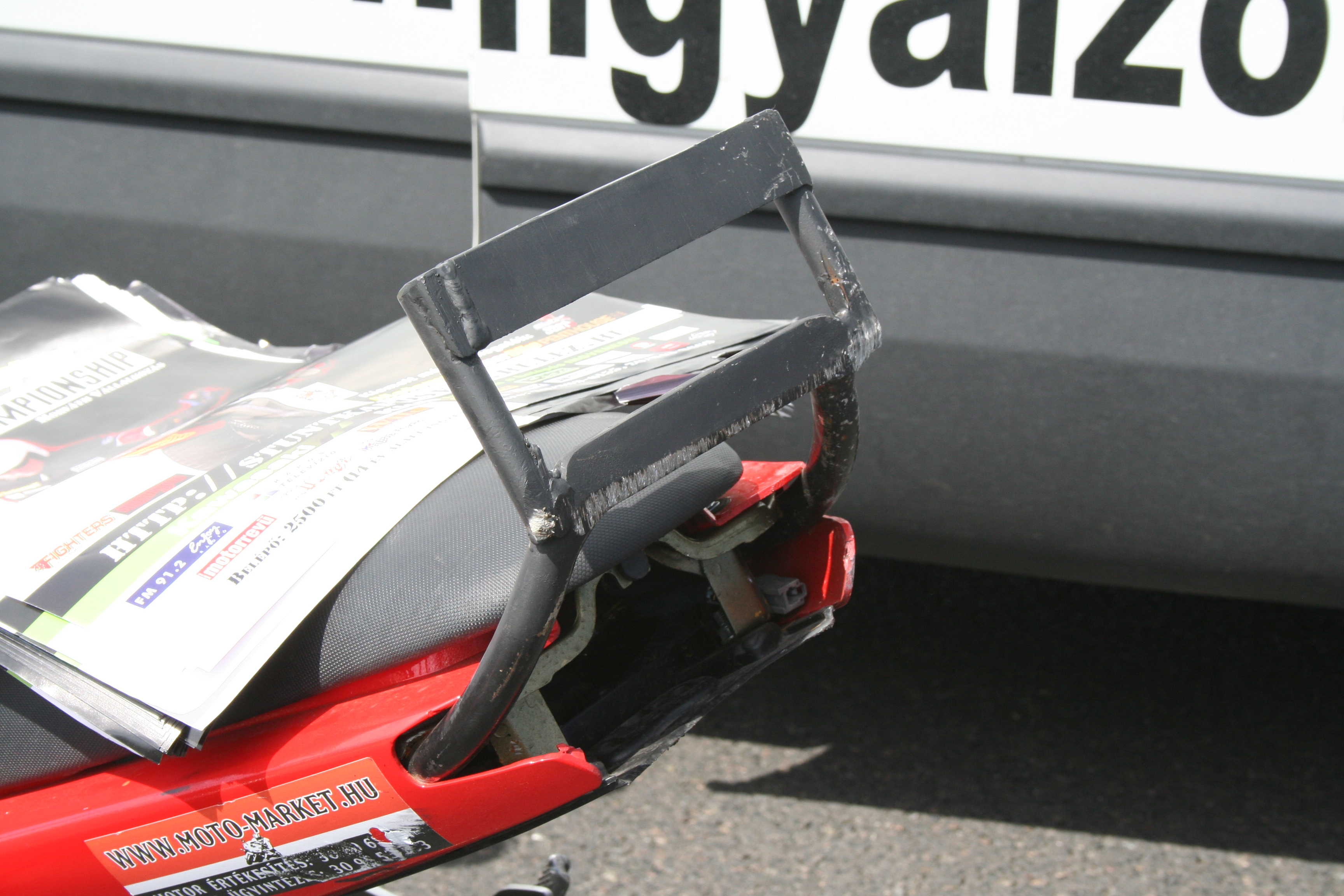

La barre de curling est un équipement spécifique à la moto, dans le cadre de la pratique du stunt.

## Description
Il s'agit d'une barre, le plus souvent en acier, fixée à l'arrière du cadre d'une moto. Elle sert à retenir la moto et éviter les chutes, dans le cadre de la pratique du wheeling, qui consiste à faire une roue arrière.
Une fois la moto sur la roue arrière, le stunter prend appui sur cette dernière, en la faisant frotter au sol tout en roulant.